# Ајзак Аван Мапер
Ајзак Аван Мапер (енгл. Isaac Awan Maper) је министар за заштиту животне средине у Влади Јужног Судана. На позицију је постављен 10. јула 2011. од стране председника државе и премијера Салве Кира Мајардита. Мандат министра је у трајању од пет година.